# Pygidiopsis pindoramensis
Pygidiopsis pindoramensis är en plattmaskart. Pygidiopsis pindoramensis ingår i släktet Pygidiopsis och familjen Heterophyidae. Inga underarter finns listade i Catalogue of Life.